# Carollia
Carollia ist eine Gattung von Fledertieren in der Familie der Blattnasen. Die Arten bilden zusammen mit den Zwergfruchtvampiren (Rhinophylla) die Unterfamilie der Kurzschwanzblattnasen.

## Merkmale
Diese kleinen Blattnasen werden ohne Schwanz 48 bis 65 mm lang, die Schwanzlänge beträgt 3 bis 14 mm, die Länge der Unterarme liegt bei 34 bis 45 mm und das Gewicht variiert zwischen 10 und 20 g. Die Exemplare haben gewöhnlich dunkelbraunes Fell mit mehr oder weniger deutlichen rötlichen Tönungen. Bei verschiedenen Arten gibt es auffällige orange gefärbte Morphen. Abweichend zu den Zwergfruchtvampiren ist ein Schwanz vorhanden und die unteren Prämolaren unterscheiden sich von den Molaren.

## Arten und Verbreitung
Es werden folgende Arten unterschieden:
- Carollia benkeithi bewohnt das westliche Amazonasbecken in Brasilien und erreicht Peru sowie Bolivien.
- Die Seidige Kurzschwanzblattnase (Carollia brevicauda) ist vom Süden Panamas bis Bolivien verbreitet.
- Die Kastanienbraune Kurzschwanzblattnase (Carollia castanea) lebt von Honduras bis Bolivien.
- Die Manu-Kurzschwanzblattnase (Carollia manu), eine erst kürzlich beschriebene Art in Peru.
- Carollia monohernandezi ist nur aus dem südlichen Kolumbien bekannt.
- Die Brillenblattnase (Carollia perspicillata) ist die besterforschte Art. Ihr Verbreitungsgebiet reicht von Mexiko bis Argentinien.
- Die Graue Kurzschwanzblattnase (Carollia subrufa) lebt von Südmexiko bis Nicaragua und in Guyana.
- Die Sowell-Kurzschwanzblattnase (Carollia sowelli) lebt vom östlichen Mexiko bis Norden Panamas.

## Lebensweise
Die Gattungsvertreter leben in trocken laubabwerfenden Wäldern sowie in feuchten immergrünen Wäldern. Sie sind nachtaktiv und ruhen am Tage in Höhlen, Felsspalten, nicht genutzten Bergwerken, Straßendurchlässen, Baumhöhlen, hohlen Holzklötzen oder Gebäuden. Im Versteck bilden sich kleinere Gruppen oder größere Kolonien mit über tausend Mitgliedern. Soweit bekannt, bilden Weibchen keine abgegrenzten Kolonien zur Zeit der Nachkommenaufzucht. Bei der Brillenblattnase verteidigt ein Männchen eine Gruppe von Weibchen gegen andere Männchen. Diese Art hat eine Reihe von für Menschen hörbaren Rufen zur Kommunikation. Die Nahrung aus Früchten wie Feigen, Guaven oder Bananen wird mit Blütennektar und Insekten komplettiert. Die Carollia-Arten haben pro Jahr mehrere Paarungszeiten. Nach 105 bis 125 Tagen Trächtigkeit wird ein Jungtier geboren, das anfänglich etwa 5 g wiegt. Die erste erfolgreiche Paarung kommt nach ein bis zwei Jahren vor. Manche wildlebende Exemplare können etwas mehr als 10 Jahre leben und ein Individuum in Gefangenschaft erreichte ein Alter von 12 Jahren und 5 Monaten.

## Verhältnis zu Menschen
Verschiedene Arten gelten in Obstplantagen als Schädling. Da keine Bedrohungen vorliegen, gelten fast alle Arten laut IUCN als nicht gefährdet (least concern). Einzig die erst 2004 beschriebene Carollia monohernandezi wird mit unzureichender Datenlage (data deficient) gelistet.